# Manfred Zeller
Manfred Zeller (* 28. März 1954 in Mödling; † 10. Jänner 2021 in Wien) war ein österreichischer Maler, Grafiker, Kulturveranstalter sowie Politiker.

## Werdegang
Manfred Zeller besuchte das Musisch-pädagogische Oberstufen-Realgymnasium Hegelgasse 12 in Wien, wo einer seiner Lehrer Herwig Zens war. Nach der Ausbildung an der Pädagogischen Akademie arbeitete Zeller zunächst von 1975 bis 1985 als Kunsterzieher. Anschließend lehrte er bis 1995 Farbenlehre, Zeichnen und Malen an der künstlerischen Volkshochschule in Wien. Seit 1986 ist Manfred Zeller als freischaffender Maler und Grafiker tätig. Ab diesem Zeitpunkt beginnt auch seine Ausstellungsaktivität.
Bereits ab 1978 beschäftigte sich Zeller mit den Techniken Aquarell, Gouache, Radierung, Feder und Ölmalerei, ab 1983 konzentrierte sich Zeller auf die konkrete Malerei, wobei er sein künstlerisches Schaffen vorwiegend auf die Technik des Aquarells fokussiert. Seine Werke sind vornehmlich Naturdarstellungen und Landschaften, mit Schwerpunkt auf Veduten des Weinviertels. Wichtig ist ihm die „Rückbesinnung auf die Darstellung der Natur ohne falschen Traditionalismus.“
Gemeinsam mit seiner ebenfalls künstlerisch tätigen Frau Eva renovierte Zeller 1997 ein ehemaliges Fassbinderhaus in Wien-Stammersdorf und richtete dort das sogenannte Atelier Zeller ein. Das Haus dient nicht nur als Wohnhaus und Atelier, sondern wird auch als Galerie und Lokal für kulturelle Veranstaltungen genutzt. Seit 1999 finden hier Vernissagen, Ausstellungen, Lesungen sowie Konzerte statt, unter anderem Lesungen der bekannten österreichischen Schriftsteller Andreas Okopenko, Robert Schindel, Dietmar Grieser sowie Alfred Komarek.
2013 gründete Zeller den  Kunst- und Kulturverein kunst hoch drei, der genreübergreifend gemeinsame Veranstaltungen und Vernetzungen aus Malerei, Dichtung und Musik fördert.
Mit der 2018 erfolgten Veröffentlichung seines ersten, illustrierten Lyrikbandes „Noch immer bin ich's“, in welchem er die Schönheit des Weinviertels in Wort und Bild darstellt, verbindet er nun selbst die künstlerischen Genres in Buchform.
Neben seinen künstlerischen Tätigkeiten ist Zeller auch politisch aktiv. Nach einer Kandidatur bei der Nationalratswahl 2002 für die Grünen wird Zeller von den Wiener Grünen 2003 für drei Jahre zum Mitglied der Wiener Wohnungskommission der MA50 ernannt. Nach weiterem lokalpolitischen Engagement in der „Initiative BürgerInnen für Stammersdorf“ kandidiert Zeller bei der Nationalratswahl 2019 auf der Bundesparteiliste der NEOS. Bei den Wiener Bezirksvertretungswahlen 2020 kandidierte Zeller erneut für die NEOS.
Manfred Zeller lebte bis zu seinem Tod am 11. Jänner 2021 mit seiner Frau Eva Zeller in Wien-Stammersdorf.

## Ausstellungen und Werke (Auswahl)
- 1986 BAWAG Mödling Manfred Zeller – Zum Thema Landschaft[16]
- 1988 Galerie Carpe Diem, Wien[17]
- 1988 Galerie Bosco, Wien[18]
- 1989 Galerie Schloss Concordia, Wien Manfred Zeller. Landschaftsaquarelle in der Arthur-Schnitzler-Laube[19]
- 1990 StudioGalerie, Wien: Aquarelle[20]
- 1991 Kunst im Salettl: Landschaftsmalerei[21]
- 2000 Grüne Wien: Nicht nur zur Weihnachtszeit - Benefiz für Obdachlose[22]
- 2006 Fresko im Stammersdorfer Pfarrhof (ursprünglich auch als Grußkarten erhältlich)[23]
- 2007, 2008, 2009, 2010 Korneuburger Kunstkilometer[24]
- 2013 Pfarrheim Stammersdorf: Verkaufsausstellung zugunsten syrischer Flüchtlinge[25]
- 2013 maLwerKstatt ateLier & gaLerie Lore muth[26]
- 2014 Festschrift 225 Jahre Pfarre Reindorf Gestaltung des Buchcovers[27]
- 2014 Kunstkammer 17 Schauraum Hernals, Wien[28]
- 2015 Kulturzentrum Schloss Seyring, Gerasdorf bei Wien[29]
- 2015 Kunstlokal Groß-Enzersdorf Kunst hoch drei im Kunstlokal[30]
- 2015 Raiffeisenbank Eggenburg Malerisches Land - Stimmungen und Eindrücke[31]
- 2018 Bildungshaus Schloss Großrußbach der Erzdiözese Wien Ausstellung und Vernissage mit Musik und Lesung. Präsentation des Bildbandes „Noch immer bin ich's“ mit eigenen Gedichten[32]
- 2019 Wir sind Wien.Festival Kunsträume 23[33]